# Liburnia graminicola
Liburnia graminicola är en insektsart som beskrevs av Matsumura 1910. Liburnia graminicola ingår i släktet Liburnia och familjen sporrstritar. Inga underarter finns listade i Catalogue of Life.